# Ectemnius dives
Ectemnius dives är en stekelart som först beskrevs av Amédée Louis Michel Lepeletier och Gaspard Auguste Brullé 1835.  Ectemnius dives ingår i släktet Ectemnius, och familjen Crabronidae. Arten är reproducerande i Sverige.